# Macchina per uccidere 2
Macchina per uccidere 2 (Goma-2) è un film del 1984 diretto da José Antonio de la Loma, noto anche con il titolo Killing Machine.
È un film d'azione a sfondo drammatico spagnolo e messicano con Margaux Hemingway, Lee Van Cleef e Willie Aames.

## Trama
Spagna, Txema è un ex militante dell'ETA che decide di cambiare vita, si sposa quindi con Elisa e si compra un camion per dedicarsi al trasporto internazionale. Durante un suo viaggio rimane coinvolto in un attentato messo in atto dai suoi ex compagni terroristi. Illeso ma preoccupato per la situazione molto rischiosa, Txema decide di fuggire con sua moglie (che nel frattempo è anche in dolce attesa di un bambino) per cercare di mettere in salvo la sua famiglia. Nonostante le precauzioni prese Txema cade vittima di una trappola in cui viene bruciato il suo camion con all'interno la moglie che, a causa delle ustioni riportate, perde la vita. A questo punto lo scopo principale di Txema è mettersi sulle tracce del diabolico Julot (che considera il responsabile dell'accaduto) e di vendicarsi usando la sua arma preferita, il Goma-2.

## Produzione
Il film fu diretto da José Antonio de la Loma su una sceneggiatura di Jaime J. Puig, dello stesso de la Loma e di Carlos Vasallo e fu prodotto da Vasallo e Puig per la Golden Sun e la Producciones Esme.

## Distribuzione
Il film fu distribuito con il titolo Goma-2 in Spagna dal 10 maggio 1984.
Altre distribuzioni:
- in Spagna il 10 maggio 1984
- nelle Filippine il 17 agosto 1985
- in Portogallo il 27 gennaio 1986 (Máquina de Matar)
- in Norvegia (Killing Machine)
- in Finlandia (Chema - armoton)
- in Grecia (Chena, o exolothreftis ektos nomou)
- in Svezia (Dödsmaskinen)
- in Germania Ovest (Die Killermaschine)
- in Messico (La máquina de matar)
- negli Stati Uniti (The Killing Machine)
- in Italia (Macchina per uccidere 2)